# Aeronave (ufologia)
In ambito ufologico, un'aeronave è un'ipotetica macchina volante appartenente al passato, che gli ufologi associano a reperti antichi.
Nelle descrizioni in questa chiave di reperti maya, egiziani e cinesi, si rivelerebbero elementi ricorrenti quali ali, alettoni, timoni, vele ed eliche, come le ottocentesche aeronavi. Tra questi, i reperti di padre Carlo Crespi, conservati nella Chiesa di Santa Maria Auxiladora a Cuenca, Ecuador, e gli oggetti aerodinamici in oro della collezione della Banca dello Stato di Bogotà, Colombia, sono considerati i reperti più papabili come possibili modelli di antichissime navi volanti.
Il termine aeronave deriva dall'uso allargato dell'inglese mystery airship (aeronave misteriosa), che indica i primi oggetti volanti non identificati osservati negli stati occidentali degli USA negli ultimi decenni dell'Ottocento, epoca dei primi voli con dirigibile (airship, in inglese). Stando a Jerome Clark, rapporti analoghi vennero fatti in altre parti del mondo a partire dal 1880. Per questi fenomeni compaiono talvolta anche altre definizioni: aeronavi fantasma, phantom airships, scareships
Il primo volo di un dirigibile negli Stati Uniti, l'Aereon di Solomon Andrews era stato compiuto il 1º giugno 1863.
La più nota di queste serie di avvistamenti ufologici, riportata dai giornali dell'epoca, avvenne tra il 1896 ed il 1897.

## Casi principali

### I primi casi storici

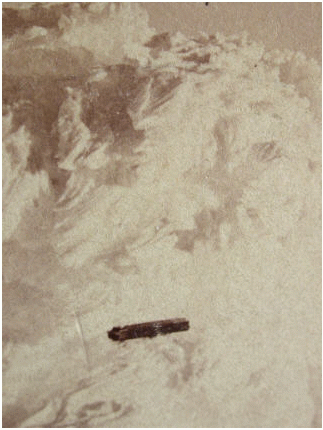
Una delle presunte immagini fotografiche di un'aeronave, in realtà si è rivelata essere una formazione meteorologica di ghiaccio nei cieli statunitensi nel 1870.

Il primo caso storicamente attestato di avvistamento di aeronavi avvenne nel 1870, quando un contadino del Nevada vide due oggetti allungati volare a velocità spaventosa sopra la sua fattoria.
Tuttavia, la cronaca non dà rilevanza alle aeronavi se non per alcuni casi nel 1871 (come la famosa aeronave del New Hampshire del 1871, che rimase quasi un giorno visibile). In totale, si sono registrati, tra 1870 e 1875, 32 casi di aeronavi negli USA, 3 in Canada e 2 in Messico (sempre in zone di confine con gli USA).

### L'ondata del 1896-97

#### Il primo caso di Lodi
Dopo 21 anni, il 25 novembre 1896, le aeronavi tornano a fare la loro comparsa. Testimone dell'evento il colonnello H.G.Shaw. Dai racconti di Shaw, pare che, mentre era in viaggio insieme ad un amico verso Lodi, piccola città della California, si sia imbattuto in tre esseri magrissimi e alti oltre i 2 metri. Dopo alcuni inutili tentativi di comunicare (gli sconosciuti emettono solo suoni simili a ronzii), gli esseri attaccano Shaw, che però si difende e cerca di arrestarli, non riuscendoci, perché essi vanno verso la loro aeronave, un velivolo a forma allungata che, dopo averli accolti a bordo, riparte con una velocità stupefacente.

#### Coniazione del termine aeronavi
Il 27 marzo 1897, le misteriose navi volanti ricomparvero. A Topeka, in Kansas, per alcuni minuti, si osservarono macchine in cielo che emettevano potenti bagliori rossi. I giornali del giorno seguente parlarono di "aeronavi".

#### Chicago, la prima grande città con avvistamenti di aeronavi
Chicago, la maggiore città dell'Illinois, è la prima grande città con avvistamenti di aeronavi. Infatti, il 9 aprile 1897, 4 oggetti a forma di sigaro, lunghi 20 m circa, sorvolarono la città per un'ora, destando scalpore tra la gente.

#### Il caso di El Paso
Il caso più noto di avvistamenti di aeronavi, ebbe luogo il 19 aprile 1897, quando, a Cisco, in Texas, lo sceriffo seguì una misteriosa nave volante dirigersi verso El Paso, ma, quando entrò in città, vide oltre 50 oggetti, che emettevano lampi verdi e giravano vorticosamente, con spettacolari acrobazie. Tutto durò per due ore, poi le navi volanti se ne andarono, dirigendosi verso l'orizzonte sino a sparire.

#### Ultimi casi fuori dagli USA
Dopo questo grande avvistamento di aeronavi, i casi divennero meno frequenti, ma tra 1909 e 1912 ci furono anche dei casi di aeronavi in Francia, Italia, Regno Unito e Nuova Zelanda, senza però salire agli onori della cronaca se non in poche occasioni, essendo l'aereo già inventato e quindi, a volte, le aeronavi confuse con gli stessi aeroplani oppure, talvolta, con mongolfiere o dirigibili.

## Scandinavia
Simili avvistamenti furono osservati in Norvegia e Svezia a fine '800, tra il 1891 e il 1900. Il fenomeno, simile a quello delle aeronavi americane, andò avanti per diversi anni, creando scalpore tra le persone, per poi non ripresentarsi più all'improvviso.

## Falsi avvistamenti di aeronavi
Alcuni avvistamenti di aeronavi sono stati frutto di bufale.
- Il 1º aprile 1897, due abitanti di Omaha (Nebraska) lanciarono un pallone riempito di elio, con appesa una navicella a cui diedero fuoco.
- Il 17 aprile 1897, il Dallas Morning News riportò la notizia che tre ragazzi, nella sera precedente, avevano fabbricato un "dirigibile misterioso" impregnando una balla di cotone con il petrolio e attaccandola alla zampa di un avvoltoio. Quando liberarono il volatile, i testimoni che videro la luce cominciarono a gridare "guardate, c'è un dirigibile fantasma!". Lo scherzo fu scoperto quando l'uccello atterrò sul tetto del liceo locale e la balla di cotone in fiamme incendiò la scuola[7].
- Il 23 aprile 1897, il Yates Center Farmer's Advocate pubblicò il racconto di un uomo, Alexander Hamilton, su una strana vicenda avvenuta quattro giorni prima. Hamilton, suo figlio ed un'altra persona videro un'aeronave che si stava librando sul recinto del bestiame della fattoria di Hamilton. I testimoni videro che dall'aeronave fu calato un cavo rosso che afferrò una giovenca, impigliandosi però nel recinto. Dopo avere tentato inutilmente di liberare l'animale, Hamilton tagliò il cavo e l'aeronave si sollevò portando via la giovenca[8]. In seguito alcuni ufologi hanno considerato il caso come la prima mutilazione del bestiame della storia. Nel 1982 l'ufologo Jerome Clark ha accertato che la storia era un falso e che Hamilton la raccontò per cercare di vincere il premio di una gara, destinato a chi avrebbe raccontato la più strana ed incredibile storia.